# Varanus rainerguentheri
Espèce
Statut CITES
Varanus rainerguentheri est une espèce de sauriens de la famille des Varanidae.

## Répartition
Cette espèce est endémique des Moluques en Indonésie. Elle se rencontre sur les îles d'Halmahera, de Bacan et de Morotai.

## Étymologie
Cette espèce est nommée en l'honneur de Rainer Günther.

## Publication originale
- Ziegler, Böhme & Schmitz, 2007 : A new species of the Varanus indicus group (Squamata, Varanidae) from Halmahera Island, Moluccas: morphological and molecular evidence. Mitteilungen aus dem Museum für Naturkunde in Berlin, vol. 83, p. 109-119.